# معاذ حداد
معاذ حداد (من مواليد 22 فبراير 1997) هو لاعب كرة قدم جزائري يشغل مركز المدافع، ويلعب حاليًا لصالح شباب بلوزداد في الرابطة الجزائرية المحترفة الأولى، كما سبق له تمثيل منتخب الجزائر لكرة القدم للمحليين.

## المسيرة الاحترافية
بدأ حداد مسيرته في نادي شبيبة باتنة، ثم انتقل إلى جمعية سكيدة، حيث تألق في خط الدفاع. في صيف 2020، انضم إلى مولودية الجزائر في أولى صفقات الفريق في سوق الانتقالات الصيفية، ووقّع عقدًا لمدة عامين.
في يوليو 2022، انتقل إلى شباب بلوزداد ليكون خامس صفقاته في سوق الانتقالات، وسرعان ما أصبح أحد أعمدة الفريق الدفاعية.

## المسيرة الدولية
شارك حداد مع منتخب الجزائر تحت 23 سنة لكرة القدم في 2019، كما استُدعي إلى منتخب الجزائر لكرة القدم للمحليين سنة 2021، وشارك في أربع مباريات دولية.

## إصابة
في عام 2024، تعرض لإصابة على مستوى أوتار الفخذ الأيسر، تسببت في غيابه عن عدة مباريات، منها مواجهة شباب قسنطينة.

## روابط خارجية
- معاذ حداد في موقع كرة القدم العالمية.نت
- معاذ حداد  على سكروي
- ملف اللاعب على موقع 365Scores
- الأخبار المرتبطة على إذاعة الجزائر